# Throana
Throana é um gênero de traça pertencente à família Arctiidae.